# American College of Physicians
The American College of Physicians (ACP) è una organizzazione nazionale di medici di medicina interna (internisti) che applicano le conoscenze scientifiche e la competenza clinica per la diagnosi, il trattamento e la cura compassionevole degli adulti attraverso lo spettro dalla salute alla malattia complessa. Con 137.000 membri, l'ACP è la più grande organizzazione di medici-specialistici e il secondo più grande gruppo medico negli Stati Uniti. ACP fornisce informazioni e consigli ai suoi membri sul come praticare la medicina interna e specializzazioni affini.

## Missione e storia
La missione dell'ACP è quella di migliorare la qualità e l'efficacia delle cure sanitarie, favorendo l'eccellenza e la professionalità nella pratica della medicina. È stata fondata nel 1915 per promuovere la scienza e la pratica della medicina. Nel 1998, l'ACP si è fusa con la Società Americana di Medicina Interna (ASIM), che è stata istituita nel 1956 per studiare gli aspetti economici della medicina. Conosciuta come ACP-ASIM 1998-2003, l'organizzazione ha poi ri-adottato la denominazione American College of Physicians.